# Faa’a

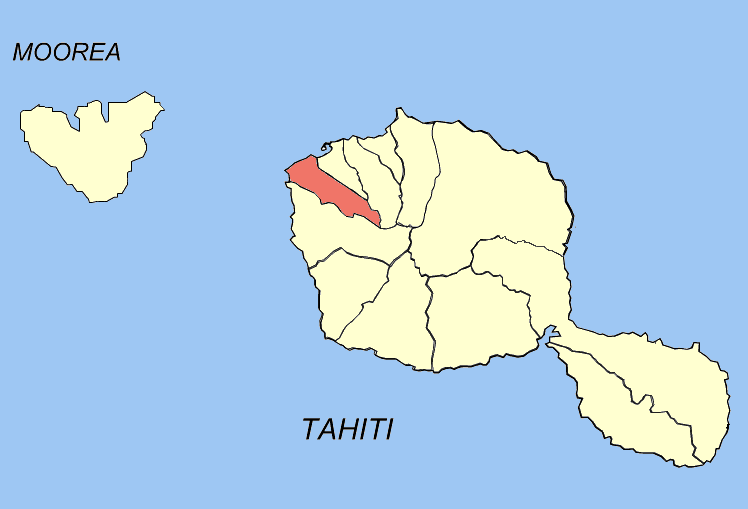
Lage der Gemeinde Faʻaʻā innerhalb der Gesellschaftsinseln

Faa’a (tahitianisch: Faʻaʻā) ist eine französische Gemeinde im Nordwesten der Insel Tahiti in Französisch-Polynesien. Sie grenzt im Norden und im Westen an den Pazifischen Ozean, im Osten an Papeete, im Südosten an Pirae, im Süden an Punaauia.

## Geschichte
Faʻaʻā wurde durch polynesische Siedler um das Jahr 700 gegründet. 1777 landete hier als erster Europäer Kapitän James Cook.

## Infrastruktur
In Faʻaʻā befindet sich der internationale Flughafen Tahiti. Er wurde 1960 und 1961 erbaut.

## Bevölkerungsentwicklung
Gemäß der Statistikbehörde ISPF ist Faʻaʻā 2022 die Gemeinde mit der größten Einwohnerzahl in Französisch-Polynesien.
| Jahr      | 1962      | 1971   | 1977   | 1983   | 1988   | 1996   | 2002   | 2007   | 2012   | 2017   | 2022   |
| --------- | --------- | ------ | ------ | ------ | ------ | ------ | ------ | ------ | ------ | ------ | ------ |
| Einwohner | ca. 6.000 | 11.442 | 16.950 | 21.927 | 24.048 | 25.888 | 28.182 | 29.851 | 29.719 | 29.506 | 29.826 |